# Timo Gebhart
Timo Gebhart (Memmingen, 12 de abril de 1989) é um futebolista alemão que atua como meia. Atualmente, joga pelo FC Memmingen.

## Títulos
Seleção Alemã
- Campeonato Europeu Sub-19: 2008